# Javier Pascual Rodríguez

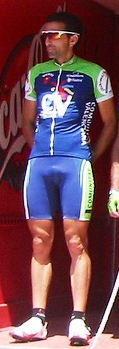
Javier Pascual Rodríguez.

Javier Pascual Rodríguez es un ciclista español nacido el 14 de noviembre de 1971 en la localidad leonesa de La Virgen del Camino, que pertenece al municipio de Valverde de la Virgen (España).
Debutó como profesional en 1995 con el equipo Santa Clara, pero no fue hasta su etapa con el Kelme cuando se hizo notar junto a ilustres como Fernando Escartín. En el Tour de Francia 1997 coronó en primera posición el Col du Tourmalet.

## Palmarés
1998
- 1 etapa de la Vuelta a Colombia

1999
- Vuelta a Andalucía
- 1 etapa de la Vuelta a Murcia

2001
- 1 etapa de la Vuelta a Castilla y León

2002
- 1 etapa de la Vuelta a Andalucía

2004
- 1 etapa de la Vuelta a España

2005
- G.P. Miguel Induráin
- Vuelta a La Rioja, más 1 etapa

## Equipos
- Santa Clara (1995-1996)
- Kelme (1997-2000)
- iBanesto.com (2001-2003)
- Comunidad Valenciana (2004-2006)